# 21 (Rage)
21 è il diciottesimo album in studio del gruppo musicale power metal tedesco Rage, pubblicato nel 2012 dalla Nuclear Blast.
È l'ultimo album dei Rage che vede la collaborazione di Victor Smolski come chitarrista e tastierista del gruppo.

## Il disco
L'album è stato prodotto ai Twilight Hall Studios di Krefeld in Germania. L'artefice dell'album sono Victor Smolski e Charlie Bauerfeind (produttore dei Blind Guardian, Gamma Ray e altri); mentre l'artwork dell'album è opera di Felipe Machado (Blind Guardian, Rhapsody of Fire).

## Tracce
1. House Wins (strumentale) – 1:30
2. Twenty One – 6:16
3. Forever Dead – 6:20
4. Feel My Pain – 5:40
5. Serial Killer – 5:45
6. Psycho Terror – 6:57
7. Destiny – 5:13
8. Death Romantic – 5:59
9. Black and White – 5:20
10. Concrete Wall – 3:50
11. Eternally – 5:09

## Formazione
- Peter "Peavy" Wagner – voce, basso
- André Hilgers – batteria
- Victor Smolski – chitarra, tastiera